# باشگاه فوتبال پنجاب
باشگاه فوتبال پنجاب (انگلیسی: Punjab F.C.) (با نام قبلی مینروا پنجاب) یک باشگاه فوتبال از هند است که در شهر لودهیانا ایالت پنجاب قرار دارد.